# Lista najwyższych budynków w Chibie
Chiba jest dużym miastem w aglomeracji Tokio. Obecnie znajdują się tutaj 4 wieżowce (powyżej 150 metrów). Żaden nie przekracza 200 metrów wysokości, a ponad 100 metrów ma dwadzieścia budynków.
Pierwszymi wysokimi budynkami, które powstały w Chibie, były wieże Makuhari Techno Garden B i D wybudowane w 1990. Ich budowa zapoczątkowała 5-letni okres, w którym powstało jeszcze 12 ponad stumetrowych budynków. Wśród nich najwyższy do tej pory, mający ponad 180 m Makuhari Prince Hotel, który w odróżnieniu od pozostałych wybudowanych w tym okresie wież, jest hotelem (hotelem jest także budynek Manhattan Makuhari Hotel z 1991), podczas gdy pozostałe to biurowce. Po pięciu latach przerwy zaczęły się nowe inwestycje. W latach 2000–2003 powstały 4 nowe budowle. Tym razem jednak były to same apartamentowce. Po kolejnej, 6-letniej przerwie, powstały dwa najnowsze wieżowce ukończone w 2009. Zgodnie z utrzymującym się trendem w obu przypadkach są to budynki mieszkalne.

## Budynki wyższe niż 100 metrów

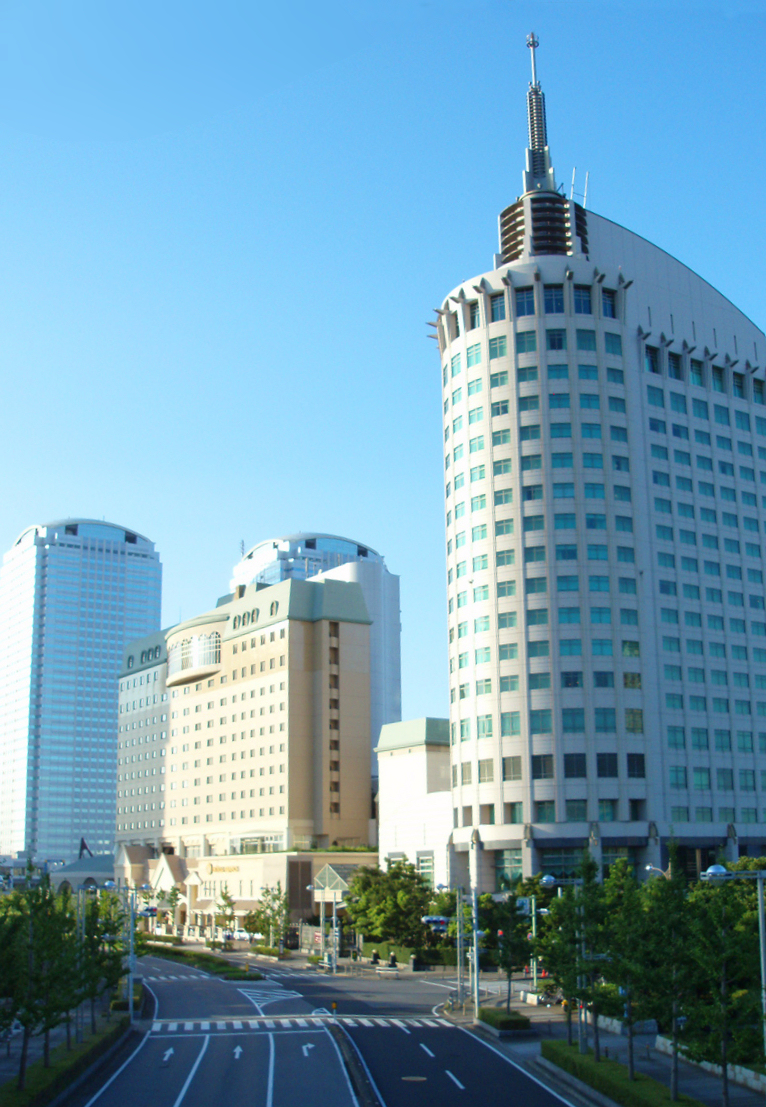
Manhattan Makuhari Hotel na pierwszym planie. W tle widoczne dwie wieże World Business Garden

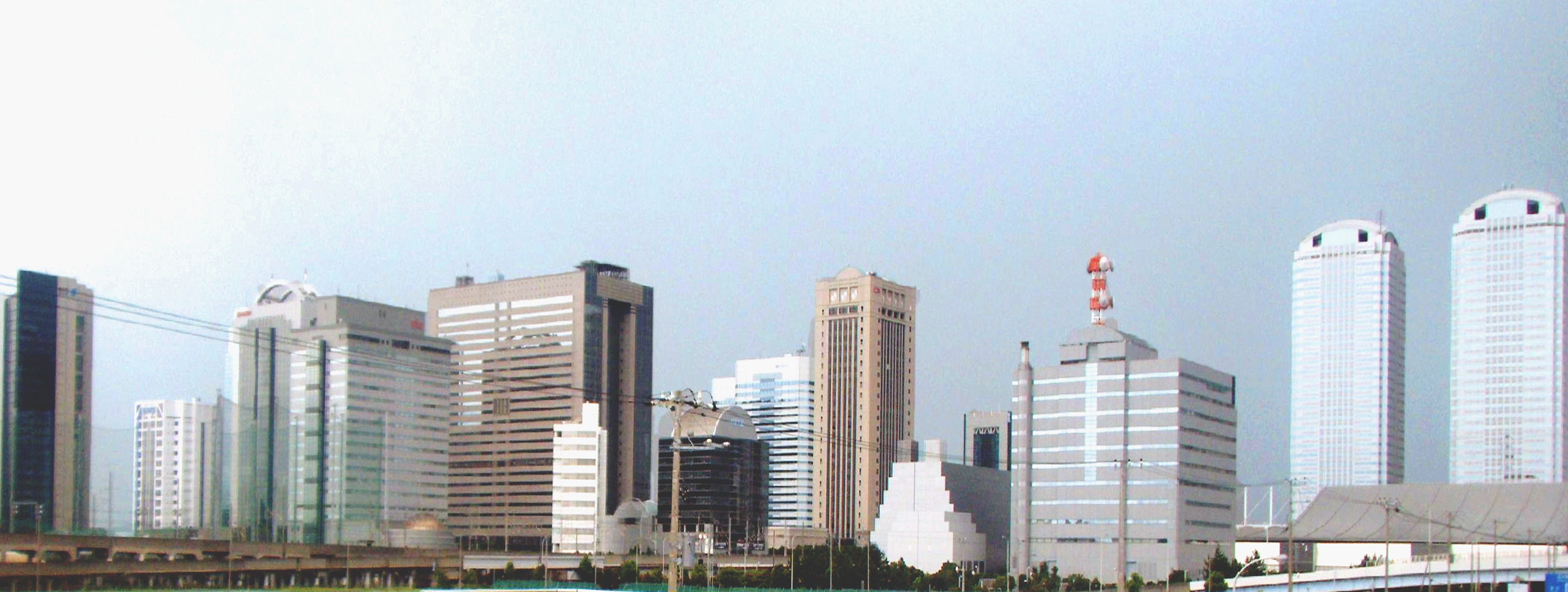
Panorama Makuhari

| Ranking | Budynek                                         | Wysokość (metry/stopy) | Liczba pięter | Rok budowy |
| ------- | ----------------------------------------------- | ---------------------- | ------------- | ---------- |
| 1.      | APA Hotel & Resort Tokyo Bay Makuhari           | 183,1 / 601            | 49            | 1995       |
| 2-2.    | World Business Garden Marive East               | 157,5 / 517            | 37            | 1991       |
| 2-3.    | World Business Garden Marive West               | 157,5 / 517            | 37            | 1991       |
| 4.      | Chiba Central Tower                             | 151,5 / 497            | 44            | 2009       |
| 5.      | Sumitomo Chemical Engineering Center Building   | 139,7 / 458            | 29            | 1993       |
| 6.      | Proud Tower Inage                               | 125,3 / 411            | 39            | 2009       |
| 7.      | NTT Makuhari Building                           | 123,5 /405             | 27            | 1993       |
| 8.      | Port Side Tower                                 | 122,0 / 400            | 32            | 1993       |
| 9.      | Seiko Instruments Head Office Makuhari Building | 116,2 / 381            | 27            | 1993       |
| 10.     | Canon Sales Co. Inc. Head Office                | 115,0 / 377            | 28            | 1994       |
| 11-11.  | Jusco Headquarters Building                     | 112,5 / 369            | 27            | 1994       |
| 11-12.  | Sea Tower                                       | 112,5 / 369            | 33            | 2001       |
| 13.     | Makuhari Park Tower                             | 110,3 / 362            | 32            | 2003       |
| 14.     | Manhattan Makuhari Hotel                        | 108,0 / 354            | 18            | 1991       |
| 15.     | Sencity Building                                | 106,7 / 350            | 23            | 1993       |
| 16-16.  | Makuhari Techno Garden Building B               | 106,0 / 348            | 24            | 1990       |
| 16-17.  | Makuhari Techno Garden Building D               | 106,0 / 348            | 24            | 1990       |
| 18.     | Sharp Makuhari Building                         | 101,0 / 331            | 22            | 1992       |
| 19-19.  | City Court Tower                                | 100,0 / 328            | 31            | 2000       |
| 19-20.  | Marina Court Tower                              | 100,0 / 328            | 31            | 2000       |

## Inne konstrukcje
| Ranking | Budynek          | Wysokość (metry/stopy) | Liczba pięter | Rok budowy |
| ------- | ---------------- | ---------------------- | ------------- | ---------- |
| 1.      | Chiba Port Tower | 125,2 / 411            | 4             | 1986       |